# Na dohvat ruke
Na dohvat ruke drugi je studijski album hrvatske pop pjevačice Vlatke Pokos, kojeg 2005. godine objavljuje diskografska kuća Hit Records. U radu na albmu su sudjelovali glazbenici Ante Pecotić, Jadranka Krištof, Predrag Martinjak P'eggy, Sandra Sagena i Fayo. Producent albuma je Ante Pecotić. 
Na albumu se nalazi deset pjesama, a kao singl su izdane četiri pjesma, "Ja te dobro znam", premijerno izveden na Zadarfestu 2002. godine. Drugi singl je pjesma "Što si me učinio takvom" s kojim je nastupila na HRF-u 2004. godine, a godinu kasnije na istom festivalu nastupila je sa singlom "Ruke su mi vezane". Posljednji singl s albuma je pjesma "Prelijepo da bi trajalo".

## Popis pjesama
| Br. | Skladba                   | Trajanje |
| --- | ------------------------- | -------- |
| 1.  | »Na dohvat ruke«          | 3:40     |
| 2.  | »Ruke su mi vezane«       | 3:44     |
| 3.  | »Prelijepo da bi trajalo« | 3:27     |
| 4.  | »Netko mora reći dosta«   | 3:30     |
| 5.  | »Ona«                     | 3:38     |
| 6.  | »Pusti me da odem«        | 3:36     |
| 7.  | »Što si me učino takvom«  | 3:47     |
| 8.  | »Poslije nas«             | 3:29     |
| 9.  | »Kap kiše«                | 3:33     |
| 10. | »Ja te dobro znam«        | 4:00     |